# Adesso (Ron)
Adesso è un album del cantautore italiano Ron, pubblicato il 10 maggio 1999 dalla WEA Italiana.

## Tracce
1. Anna
2. My Love
3. Faccio il salto
4. Quando amore c'è
5. Piccola valigia
6. Lucciola
7. Solo per te
8. Nel silenzio
9. Pensiero canta
10. La sorpresa
11. Oggi è domenica
12. Vivere vicino a te